# Megaselia pallidipennis
Megaselia pallidipennis är en tvåvingeart som beskrevs av Borgmeier 1969. Megaselia pallidipennis ingår i släktet Megaselia och familjen puckelflugor. Inga underarter finns listade i Catalogue of Life.